# Alžírská káva
Alžírská káva či lidově jen alžír je kávový nápoj připravovaný z kávy, šlehačky a vaječného likéru. Pod tímto názvem je nápoj známý v Česku a na Slovensku. V zahraničí se označuje eggnog latté. V anglicky mluvících zemích se připravuje zejména na Vánoce.